# 心萼薯
心萼薯又名满山香、黑面藤、亚灯堂、华陀花、簕番薯、老虎豆、毛牵牛、白花牵牛，为旋花科番薯属的植物，分布在非洲、亚洲、大洋洲的热带、亚热带地区，生长于海拔150米至1,800米的地区，多生在山谷、山坡、路旁和林下。